# Авл Цецина Пет
Авл Цеци́на Пет (лат. Aulus Caecina Paetus; ? — 42) — політичний і державний діяч Римської імперії, консул-суффект 37 року.

## Життєпис
Походив з етруського роду вершників Цецинів з міста Вольтерра. Про батьків, молоді роки його згадок в джерелах немає.
37 року його було призначено консулом-суффектом. 42 року взяв участь у повстанні Луція Аррунція Камілла Скрибоніана проти імператора Клавдія, яке закінчилося неуспіхом. Тоді ж був засуджений до смертної кари. Йому залишався єдиний вихід — самогубство, але для цього забракло рішучості. Тоді згідно з Плінієм Молодшим його дружина Аррія Старша схопила кинджал, встромила його собі в груди, витягнула і передала його Авлу Цецині із словами: «Пет, це не боляче» (лат. Paete, non dolet). Після цього він себе зарізав.

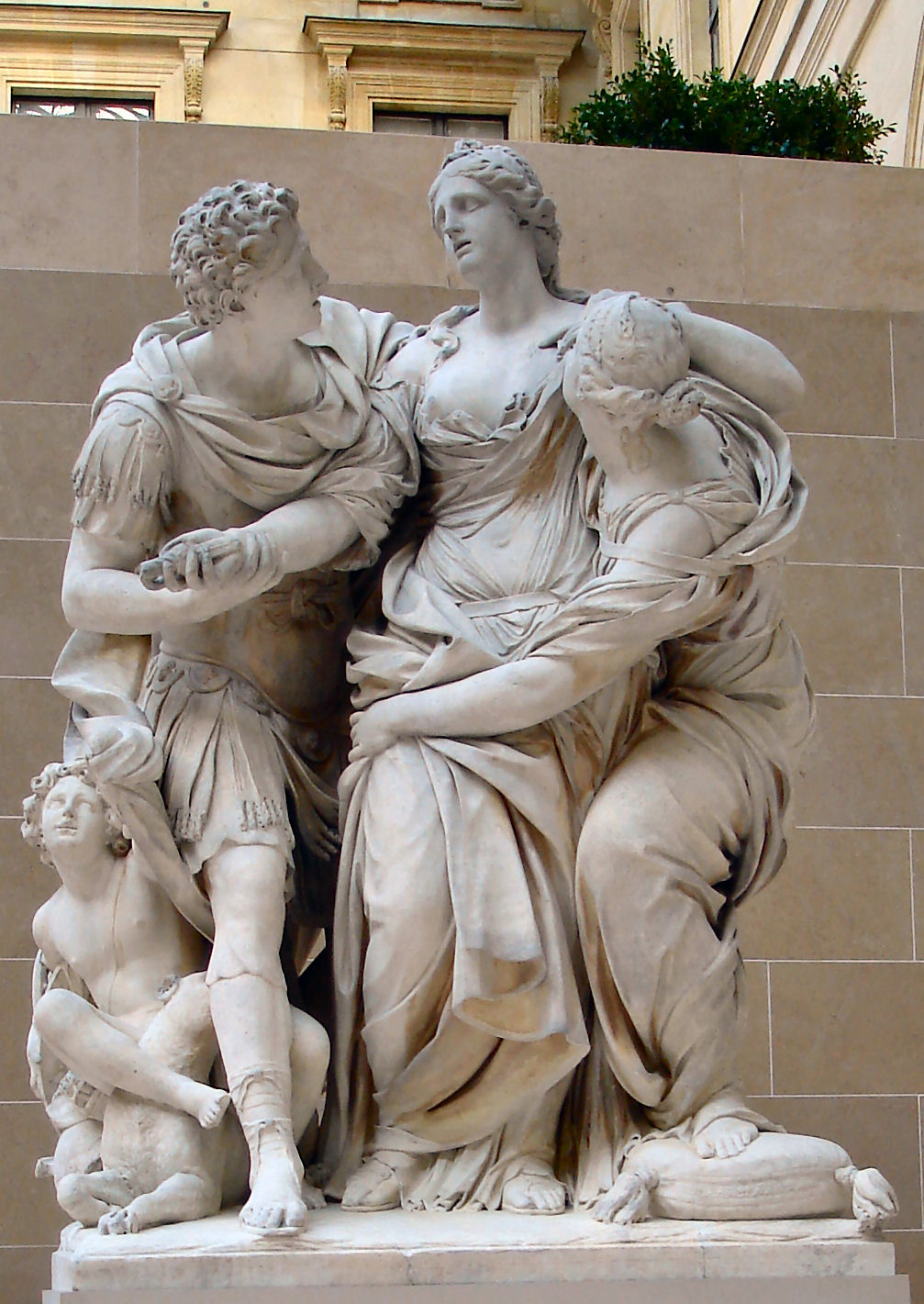
П'єр Лепотр, Арія і Пет, Лувр

## Родина
- Дружина — Аррія Старша.
- Син Гай Леканій Басс Цецина Пет, консул-суффект 70 року.
- Ще один син (ім'я не збереглося) помер ймовірно в дитинстві.
- Дочка Цецинія Аррія Молодша, яка була в шлюбі з Публієм Клодієм Фразеєю Петом, філософом.